# Corynoptera triangulata
Corynoptera triangulata är en tvåvingeart som beskrevs av Werner Mohrig 1985. Corynoptera triangulata ingår i släktet Corynoptera och familjen sorgmyggor.
Artens utbredningsområde är Österrike. Inga underarter finns listade i Catalogue of Life.